# Матения, Кристиан
Кристиан Матения (нем. Christian Mathenia; родился 31 марта 1992 года, Майнц, Германия) — немецкий футболист, вратарь клуба «Нюрнберг».

## Клубная карьера
Кристиан начал играть в футбол в VFL Frei-Weinheim, районном клубе Ингельхайм АМ Рейн. В 2006 году перешёл в молодежную команду футбольного клуба «Майнц 05».
В сезоне 2014/15 Матения перешёл в «Дармштадт 98», с которым до конца сезона выступал в Бундеслиге и в качестве единственного игрока провел все 34 матча.
В сезоне 2016/17 он перешел в «Гамбург», подписал контракт до лета 2019 года.
В ноябре 2016 года он дебютировал в матче против «Хоффенхайма» (2:2).
На протяжении всего сезоне 2017/18 Кристиан конкурирует за право играть в основном составе «Гамбурга» с другим вратарём команды Юлианом Поллерсбеком.
С 1 июля 2018 года является игроком «Нюрнберга».В 9-м туре сезона 2019/20 годов во втором дивизионе против "Санкт-Паули" вратарь сломал коленную чашечку и ему потребовалась операция. Только через три месяца Матения снова сыграл в контрольном матче. Летом 2023 года его контракт в Нюрнберге был продлён на длительный срок.

## Достижения
- Вице-чемпион Второй Бундеслиги сезона 2014/15 в составе клуба «Дармштадт 98».

## Награды
- Победитель премии «Белый жилет» как «самый сильный» вратарь Второй Бундеслиги в сезоне 2014/15.